# Tour de l'Avenir 2003
Le Tour de l'Avenir 2003 était la 40e édition du Tour de l'Avenir. La compétition, ouverte aux coureurs de moins de 25 ans s'est déroulée du 2 au 11 septembre 2003. La course comportait 10 étapes tracées entre Bonneval et La Crau.

## Récit
Ce Tour de l'Avenir est remporté par le Basque Egoi Martínez, qui a contrôlé les derniers jours de course. Sébastien Chavanel y a gagné deux sprints massifs. Bradley Wiggins a démontré son potentiel prometteur en contre-la-montre.

## Étapes
| Étape    | Date     | Ville Départ            | Ville Arrivée   | km       | Vainqueur           | Maillot Jaune   |
| -------- | -------- | ----------------------- | --------------- | -------- | ------------------- | --------------- |
| Étape 1  | 4 sept.  | Bonneval                | Bonneval        | 10 (clm) | Bradley Wiggins     | Bradley Wiggins |
| Étape 2  | 5 sept.  | Bonneval                | Sassay          | 147      | Sébastien Chavanel  | Bradley Wiggins |
| Étape 3  | 6 sept.  | Sassay                  | Aigurande       | 171      | Sébastien Chavanel  | Bradley Wiggins |
| Étape 4  | 7 sept.  | Sainte-Sévère-sur-Indre | Le Rouget       | 233      | Samuel Dumoulin     | Thomas Lövkvist |
| Étape 5  | 8 sept.  | Maurs                   | Saint-Flour     | 155      | Yuriy Krivtsov      | Egoi Martínez   |
| Étape 6  | 9 sept.  | Saint-Flour             | Mende           | 137      | Pierrick Fédrigo    | Egoi Martínez   |
| Étape 7  | 10 sept. | Mende                   | Valréas         | 173      | Christophe Edaleine | Egoi Martínez   |
| Étape 8  | 11 sept. | L'Isle-sur-la-Sorgue    | Rousset-sur-Arc | 164      | Thomas Voeckler     | Egoi Martínez   |
| Étape 9  | 12 sept. | Rousset-sur-Arc         | Solliès-Ville   | 200      | Philippe Gilbert    | Egoi Martínez   |
| Etape 10 | 13 sept. | La Crau                 | La Crau         | 128      | Samuel Dumoulin     | Egoi Martínez   |

## Classement final
|     | Cycliste             |    | Temps            |
| --- | -------------------- | -- | ---------------- |
| 1.  | Egoi Martínez        | en | 35 h 29 min 38 s |
| 2.  | Radoslav Rogina      | +  | 2 min 02 s       |
| 3.  | Samuel Dumoulin      |    | 3 min 36 s       |
| 4.  | Philippe Gilbert     |    | 4 min 18 s       |
| 5.  | Pierrick Fédrigo     |    | 4 min 29 s       |
| 6.  | Thomas Lövkvist      |    | 4 min 42 s       |
| 7.  | Tobias Lergard       |    | 5 min 09 s       |
| 8.  | Gustavo César Veloso |    | 5 min 11 s       |
| 9.  | Jef Peeters          |    | 5 min 17 s       |
| 10. | Nico Sijmens         |    | 5 min 25 s       |
| 11. | Dmitriy Muravyev     |    | 5 min 37 s       |
| 12. | Preben van Hecke     |    | 5 min 43 s       |
| 13. | Ben Day              |    | 5 min 50 s       |
| 14. | Jukka Vastaranta     |    | 5 min 51 s       |
| 15. | Maxim Iglinskiy      |    | 6 min 08 s       |

## Classements annexes
| Classement par points     | Philippe Gilbert      |
| Grand Prix de la Montagne | Christophe Le Mével   |
| Meilleure équipe          | Carvalhelhos-Boavista |